# Cyphon karnatakaensis
Cyphon karnatakaensis es una especie de coleóptero de la familia Scirtidae.

## Distribución geográfica
Habita en Karnataka (India).